# بریک کورپوریشن
بریک کورپوریشن (انگلیسی: Brick Corporation) شرکت خرده‌فروشی کانادایی است، که در سال ۱۹۷۱ توسط بیل کومری تأسیس شد.